# 红星乡 (鸡西市)
红星乡，是中华人民共和国黑龙江省鸡西市鸡冠区下辖的一个乡镇级行政单位。

## 行政区划
红星乡下辖以下地区：
红星村、东太村、红太村、红胜村、鸡兴村、西太村、前进村和朝阳村。